# Maoismo

Bandiera del maoismo

Il maoismo (chiamato anche marxismo-leninismo-pensiero di Mao, stella rossa della Cina (中國紅星), o più comunemente usato, pensiero di Mao (毛澤東思想) è la dottrina politica e filosofica fondata sul pensiero e sulla strategia di carattere stalinista del leader cinese Mao Zedong. In Cina, però, il nome "maoismo" non viene usato: si preferisce la locuzione "pensiero di Mao Zedong" (毛澤東思想T, 毛泽东思想S, Máo Zédōng sīxiǎngP), inteso come un adattamento del pensiero marxista-leninista alla specificità cinese.
Quando Mao era vivo, specialmente negli anni '60 e '70, con le grandi contestazioni studentesche, fu lanciata dalla Cina la direttiva di "costruire partiti autenticamente marxisti-leninisti". Quelli che sorsero furono partiti di modello maoista, che ne traevano cioè gli insegnamenti contro il revisionismo moderno (capeggiato, secondo i maoisti, dall'URSS dopo la presa del potere di Chruščëv), il capitalismo, il parlamentarismo e sulla necessità della rivoluzione proletaria. La maggior parte dei maoisti considera Stalin come l'ultimo vero leader socialista dell'Unione Sovietica, sebbene i giudizi varino da molto positivo a parzialmente negativo (lo stesso Mao affermò che Stalin era per il 30% negativo). Molti partiti maoisti si spaccarono nel 1978 e a seguire fra coloro che persistevano nei principi di Mao e chi invece condivise la critica al maoismo fatta da Enver Hoxha.
L'unico partito al potere che ebbe influenze maoiste fu il Partito Comunista di Kampuchea. Fra quelli non al potere, il Partito Comunista del Perù - Sendero Luminoso fu il primo a definirsi ufficialmente maoista e fu seguito da altri che promossero la guerra di popolo nel terzo mondo, fra cui i partiti comunisti dell'India, del Nepal e delle Filippine.
Il maoismo è la dottrina ufficiale del Partito Comunista Cinese anche se dal 1978, dopo le riforme di Deng Xiaoping, la definizione di maoismo è radicalmente cambiata: contrariamente all'epoca di Mao e Hua Guofeng, il maoismo è oggi considerato essenzialmente cinese.

## La via cinese al comunismo

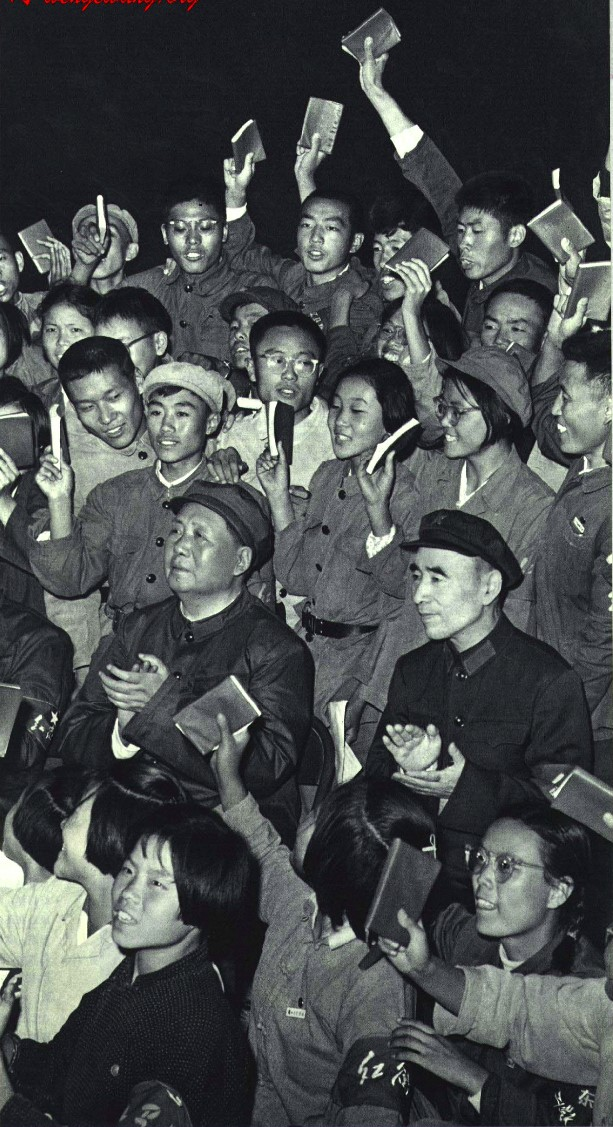
Mao, attorniato da militanti comunisti cinesi che agitano il suo libretto rosso (1966)

Mao fu promotore di una "sinizzazione" del marxismo, in ambito ideologico e pratico, che avvenne in due momenti principali: nella prima guerra civile cinese (prima e durante la Lunga Marcia del 1935) e nella seconda metà degli anni cinquanta, con la Campagna dei cento fiori e il Grande balzo in avanti che segnarono l'inizio della scissione nel blocco comunista.
Negli anni venti e trenta (periodo della prima guerra civile, delle esperienze dei soviet nel sud della Cina e della costruzione del partito comunista) Mao sostenne il ruolo della classe contadina nella rivoluzione, in contrasto con il marxismo classico e con gli agenti del Comintern, che volevano appoggiarsi al proletariato cittadino. La riforma agraria e la ridistribuzione delle terre erano considerate il punto principale della rivoluzione. Di fatto, il proletariato urbano era molto esiguo, al contrario dell'enorme massa di contadini oppressi dai proprietari terrieri e dai signori della guerra. La teoria maoista era strettamente connessa alla pratica militare: una sua massima recitava "Il potere politico viene dalla canna del fucile".
Mentre Mosca promuoveva una guerra di posizione classica, Mao puntava sulla guerra di popolo e la guerriglia di movimento, secondo una strategia in tre fasi: mobilitazione e organizzazione dei contadini, creazione di basi rurali (soviet) e truppe di guerriglieri, transizione verso una guerra più convenzionale. L'alternarsi di successi e soprattutto di sconfitte, che portarono alla ritirata della Lunga Marcia nel 1935, alimentarono i contrasti fra Mao e Mosca. Durante la Lunga Marcia, Mao conquistò la leadership a scapito dei sostenitori di Mosca (i "28 bolscevichi", Li Lisan, Wang Ming, Otto Braun, Borodin). Nella seconda guerra civile, la strategia militare maoista si rivelò vincente e assicurò a Mao la presa del potere nel 1949.
Dopo una prima fase di collaborazione con l'URSS negli anni cinquanta, la destalinizzazione segnò l'inizio della rottura con Mosca. Mao non rinnegò mai Stalin, considerandolo un marxista-leninista genuino, ma accusò Nikita Kruscev, in qualità di revisionista, di ripristinare il capitalismo attraverso la "coesistenza pacifica" fra le classi sociali (proletariato e borghesia) e fra il blocco socialista e l'Occidente.
Mao si propose come erede e continuatore teorico dell'ideologia marxista-leninista, al seguito di Marx, Engels, Lenin e Stalin. Mao Zedong definisce contraddizioni antagoniste le contraddizioni di classe del marxismo classico fra proletariato e borghesia da cui origina la Rivoluzione proletaria e afferma che, dopo la rivoluzione socialista, permangono ancora contraddizioni non antagoniste o contraddizioni in seno al popolo. Queste sarebbero in grado di restaurare il capitalismo e possono essere risolte attraverso il dialogo e la lotta di classe non violenta. I russi negano l'esistenza di contraddizioni di classe nella società transitoria socialista. In altre parole, Mao riteneva che nella società socialista e all'interno dello stesso partito, esistessero forze di natura borghese capaci di minacciare la rivoluzione e restaurare il sistema di corruzione e nepotismo, tradizionalmente cinese.
Anche dal punto di vista economico Mao cercò un percorso originale, che portò alla politica del Grande balzo in avanti, caratterizzato dalla mobilitazione delle masse contadine a scopi produttivi e militari, onde creare un tessuto di forze autosufficienti e dislocate impermeabile agli attacchi delle grandi potenze (la Cina si sentiva minacciata sia dagli Stati Uniti d'America che dall'URSS, entrambi i paesi dotati di enormi arsenali nucleari). Questa manovra economica portò a risultati fallimentari e fu uno dei motivi che spinse l'apparato di partito a esautorare progressivamente il presidente Mao della sua posizione dirigenziale. Il forzato spostamento di una massa enorme di contadini dai lavori nei campi al lavoro negli altiforni di villaggio provocò nel 1959-1961 una carestia in cui morirono tra le 15 e le 30 milioni di persone, mentre l'acciaio prodotto risultò scadente e inservibile. 
L'evento politico che portò più di tutti il maoismo a crescere in tutto il mondo fu la Grande rivoluzione culturale proletaria, un periodo di intenso conflitto interno alla Cina iniziato nel 1966 e definitivamente concluso con la morte di Mao dieci anni dopo. La Rivoluzione culturale consistette in un'enorme mobilitazione di masse popolari guidate dalle avanguardie degli studenti che aveva come obiettivo quello di combattere i controrivoluzionari presenti nella burocrazia del partito, rea in particolare di aver estromesso Mao dal potere politico. Vittime di questa gigantesca organizzazione furono non solo gli oppositori, ma anche intellettuali e una volta raggiunti gli obiettivi politici Mao inviò gli studenti rivoluzionari forzatamente al lavoro agricolo. Questo evento portò il maoismo a diventare punto di riferimento politico e ideologico nel mondo, grazie soprattutto alla spinta della contestazione globale del Sessantotto che prese la Rivoluzione culturale come modello dell'antirevisionismo e dell'antimperialismo.

### Interpretazioni
Gran parte dei partiti maoisti di oggi aderisce all'interpretazione di Lin Biao:
Alcuni partiti come Sendero Luminoso ritengono che sia applicabile universalmente la teoria maoista della guerra popolare. Altri, come il Partito Marxista-Leninista Italiano o il Partito Comunista Marxista-Leninista di Grecia, ritengono invece che tale teoria possa essere applicata solo in determinate condizioni storiche, economiche e sociali.

## In Cina

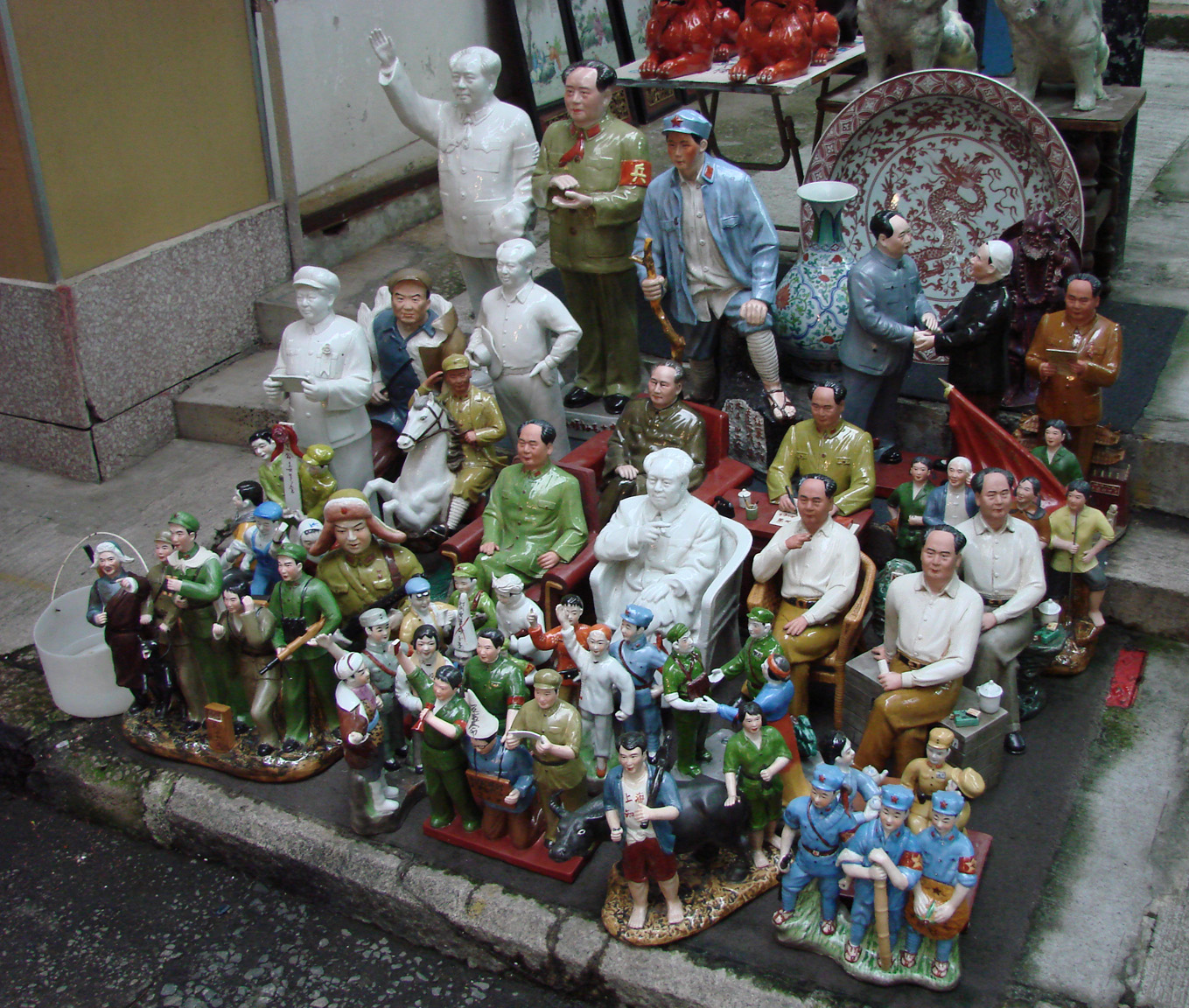
Souvenir di Mao e della rivoluzione a un mercato di Hong Kong nel 2007

Dopo la morte di Mao (1976) e l'inizio delle riforme di Deng Xiaoping (1978), il ruolo del maoismo in Cina è radicalmente cambiato e, sebbene sia ancora formalmente l'ideologia di stato, la sua influenza sulla prassi politica è fortemente ridotta. Mao è oggi considerato fallibile e criticabile e non più una guida indiscussa. La politica del Partito Comunista è giudicata in base alle sue conseguenze pratiche e agli effetti economici invece che su base ideologica. I gruppi maoisti esterni accusano la Cina di aver ripudiato il maoismo e abbracciato il capitalismo. Comunque in Cina le critiche a Mao non sono libere, ma limitate agli eccessi di alcuni eventi particolari come la Rivoluzione Culturale e non è possibile mettere in discussione il maoismo in quanto tale.
Anche il ruolo storico di Mao è stato ridimensionato ed è considerato positivamente per la liberazione della Cina dal passato "feudale", ma ha condotto ai gravi errori del Grande balzo in avanti (pur mantenendo una corretta posizione ideologica) ed è criticato soprattutto per la Rivoluzione Culturale (sebbene le colpe di questa siano attribuite per lo più alla Banda dei Quattro). Egli è considerato positivamente dal 1921 al 1959 e negativamente dal 1959 al 1976. Le soluzioni proposte da Mao sono considerate inadeguate alle moderne condizioni economiche del paese. Tali rapporti fra il Partito Comunista e Mao hanno oggi scarsa importanza, ma furono determinanti negli anni ottanta, quando il partito dovette seguire le riforme di Deng conservando al tempo stesso il potere e la legittimità.
Per quanto riguarda il numero di vittime, è possibile citare solo le stime di autori soprattutto occidentali, perché gli archivi di stato non sono consultabili. Tali stime variano da 20 a 80 milioni di morti e comprendono lo sterminio dei proprietari terrieri nel periodo di terrore del 1951-1953, la carestia del 1959-1962 provocata dal Grande balzo in avanti, i massacri della Rivoluzione Culturale e le vittime dei campi di lavoro forzato (vedi Laogai) e delle repressioni. Anche la crescita economica durante il periodo maoista è messa in dubbio. Il forte incremento demografico ha compensato gran parte della crescita, in particolare quella della produzione agricola (la razione pro-capite è cresciuta in modo modesto). A causa del Grande balzo in avanti e della carestia, solo nel 1965 è stato possibile recuperare il livello produttivo agricolo del 1957. La Rivoluzione Culturale è stata indicata come "i dieci anni perduti della Cina" ed ha compromesso un'intera generazione di giovani a causa della chiusura di scuole e università per oltre tre anni e della successiva dislocazione nelle campagne di almeno dieci milioni di studenti come lavoratori agricoli. Enormi sono stati i danni al patrimonio artistico a causa delle distruzioni delle Guardie Rosse.

## Nel mondo
A partire dal 1959, il contrasto Sino-sovietico causò divisioni fra i partiti comunisti di tutto il mondo.
A favore della Cina si schierarono il Partito del Lavoro d'Albania (al potere) e i partiti comunisti di Birmania (Partito Comunista della Birmania), Thailandia (Partito Comunista della Thailandia), Indonesia (Partito Comunista Indonesiano) e Nuova Zelanda (Partito Socialista Unito della Nuova Zelanda). Il Partito Comunista del Vietnam e il Partito del Lavoro di Corea scelsero una posizione intermedia. Numerosi partiti e organizzazioni politiche di secondo piano si schierarono con la Cina, assumendo nomi come Partito marxista-leninista o Partito comunista rivoluzionario per distinguersi dai partiti tradizionali filo-sovietici e spesso seguendo i movimenti radicali studenteschi che animarono gli anni sessanta e settanta. Si sviluppò un movimento internazionale comunista parallelo a quello sovietico, pur non avendo lo stesso grado di formalità e organizzazione.
Dopo la morte di Mao, il movimento maoista internazionale si divise in tre campi: un gruppo di organizzazioni non allineate e debolmente supportate dalla nuova leadership cinese di Deng Xiaoping; un gruppo che denunciò tale leadership come traditrice del maoismo e un terzo gruppo guidato dall'Albania che rinnegò la posizione terzomondista cinese. Il gruppo albanese riuscì a coinvolgere molti partiti comunisti dell'America Latina. Deng Xiaoping mostrò scarso interesse verso i partiti internazionali, che finirono per separarsi o abbandonare il comunismo. Il movimento maoista attuale deriva dal secondo gruppo, ostile a Deng Xiaoping, e proclama la propria fedeltà a Mao.
In Perù, Sendero Luminoso (il cui pensiero venne formalizzato come "Marxismo-Leninismo-Maoísmo" nel 1982) durante gli anni ottanta ha condotto una guerriglia particolarmente intensa che è stata definita "polpottista" in quanto "fondata sullo sterminio degli avversari politici". Il conflitto armato ha portato a circa 70.000 vittime sia nelle file dei guerriglieri che nelle forze dello Stato peruviano. Dopo la cattura del leader Gonzalo e di altri membri nel 1992, il partito ha diminuito l'intensità delle azioni militari.

## In Italia

Studenti italiani in corteo che sventolano il libretto rosso, 1968

Prima degli anni sessanta, Mao era poco conosciuto a livello internazionale e ancor meno in Italia. Il famoso libro Stella rossa sulla Cina di Edgar Snow, che per molto tempo fu considerato la fonte principale per conoscere la figura di Mao, fu pubblicato nel 1938 negli Stati Uniti, ma solo nel 1965 in Italia. Il noto libro di Edward Hunter del 1951 Brain-washing in red China (Lavaggio del cervello nella Cina rossa), un'icona del maccartismo, non fu tradotto in Italia. Vi fu comunque un certo numero di libri, compresa una discreta serie di testimonianze molto negative redatte da missionari cattolici perseguitati, sottoposti alla Riforma del pensiero (conosciuta anche come "lavaggio del cervello") e cacciati dalla Cina all'inizio degli anni cinquanta (in alcuni libri i missionari riferiscono di persecuzioni, torture e massacri, e stimano in milioni i morti per la riforma agraria del 1950-52).
Nel 1957 Renata Pisu, Edoarda Masi e Filippo Coccia furono i primi studenti italiani a recarsi in Cina, dove frequentarono l'università Beida di Pechino. I tre autori hanno poi pubblicato diversi libri, articoli in periodici e quotidiani, hanno redatto le prefazioni di altri libri e tradotto opere di letteratura dal cinese. Pisu e Masi ebbero inizialmente posizioni filomaoiste per passare poi, alla fine degli anni settanta, a posizioni decisamente critiche. Negli anni sessanta, l'interesse per la Cina crebbe a causa della sua natura politica, coinvolgendo numerosi intellettuali, autori, giornalisti e alcune università (Venezia, Milano, Roma e Napoli).
La delusione per l'adeguamento del Partito Comunista Italiano alla destalinizzazione spinse molti militanti dell'estrema sinistra a vedere in Mao (e, indirettamente, in Stalin) il continuatore genuino del marxismo-leninismo (ruolo rivendicato dallo stesso statista cinese) e nella Repubblica Popolare Cinese la speranza di una nuova rivoluzione correlata al movimento terzomondista e alle passioni dell'epoca, prime fra tutte la Rivoluzione cubana di Fidel Castro, la figura di Che Guevara e l'opposizione alla Guerra del Vietnam.
Nel n.1 del marzo 1964 di Nuova Unità, giornale che già nel titolo rivendicava una purezza di posizioni politico-ideologiche e di critica serrata al "revisionismo" del PCI, vengono pubblicate le Proposte per una piattaforma dei marxisti-leninisti d'Italia, che avranno lo scopo di organizzare sistematicamente la nuova elaborazione sul partito dei comunisti e della classe operaia, nonché inizieranno a mettere a fuoco le nuove suggestioni internazionaliste, prime fra tutte la cinese e l'albanese. Il primo gruppo in assoluto che si costituì coscientemente come raggruppamento marxista-leninista fu quello padovano raccolto intorno al giornale Viva il leninismo! già nel settembre 1962, guidato da Vincenzo Calò, Ugo Duse, A. Bucco ed altri.
Proprio il richiamo all'esperienza maoista fu il carattere distintivo del marxismo-leninismo italiano, che divenne tout-court maoismo e fu fattore di critica asperrima nei confronti della realtà sovietica e dei paesi dell'Est, accusati di degenerazione "burocratico-revisionista", accelerata poderosamente dalle cosiddette riforme chruščëviane dopo il XX Congresso del PCUS del 1956. Fu la stessa interpretazione del maoismo (liturgia da ‘libretto rosso’ o azione politica concreta con la ‘linea di massa’) che divise in modo verticale il movimento, divisione aggravata dalle modalità con cui Aldo Brandirali organizzò il raggruppamento di Servire il popolo, un'organizzazione con rituali settari e molto chiusa all'esterno.
Numerosi visitatori stranieri furono accolti in Cina e scrissero altrettanti libri di tendenza. Dopo il 1965 l'Einaudi tradusse e pubblicò le principali opere di Edgar Snow e di William Hinton, che divennero classici del giornalismo sulla Cina. Furono tradotti anche i testi fondamentali dei nordamericani Stuart Schram e Franz Schurmann. Fra gli italiani, oltre alle già menzionate Pisu e Masi, le opere più influenti furono quelle di Franco Fortini, Carlo Bernari, Enzo Biagi, Alberto Cavallari, K. S. Karol, Maria Antonietta Macciocchi, Alberto Moravia, Goffredo Parise e Sandro Paternostro. Le visite erano organizzate dal governo cinese sotto lo stretto controllo di guide e interpreti locali, che svolgevano opera di propaganda conducendo l'ospite in fabbriche modello e comuni popolari. La maggior parte della relativa letteratura era d'impronta filomaoista, talvolta con manifestazioni di fanatismo; non mancarono tuttavia gli autori scettici e critici o le testimonianze di reclusi nelle prigioni.
Edoarda Masi (Per la Cina, 1978) e Tiziano Terzani (La porta proibita, 1984) criticarono la falsità delle visite guidate, vissute in prima persona. Degno di nota è il caso di Claudie Broyelle, che fece scalpore in Francia attraverso due libri pubblicati anche in Italia: nel primo (La metà del cielo, 1973), l'autrice esaltò in maniera fanatica il maoismo e il femminismo, nel secondo (Secondo ritorno dalla Cina, 1977) ammise di "aver bluffato" ed espresse una forte critica sia al regime cinese, sia all'atteggiamento degli scrittori filomaoisti. Tuttavia, diverse opere di detrattori disponibili in quegli anni non furono pubblicate in Italia. Altre pubblicazioni invece non criticarono il regime cinese.
L'informazione sulla Cina disponibile in Italia fu in buona parte simpatizzante per il maoismo:
- Diversi editori, fra cui Feltrinelli, pubblicarono il Libretto rosso.
- Enrica Collotti Pischel, docente di storia all'università di Torino, Bologna e Milano, scrisse numerosi libri di storia e politica cinesi, in chiave marxista e filomaoista.
- Giuseppe Regis, sua moglie Maria Arena e Mireille De Gouville, dopo un lungo soggiorno in Cina, fondarono le Edizioni Oriente per diffondere in Italia pubblicazioni cinesi, fra cui la stampa di regime, attraverso le riviste Vento dell'Est e Quaderni della stampa cinese; la casa editrice pubblicò inoltre le opere di Mao.
- Manlio Dinucci e Carla Pellegrini, anch'essi recatisi in Cina, collaborarono con le Edizioni in lingue estere di Pechino (casa editrice del governo cinese che si occupava della diffusione internazionale) per tradurre in italiano la rivista La Cina e le altrettanto note Lettere di Anne Louise Strong (giornalista nordamericana).
- Simpatizzante verso la rivoluzione cinese fu, anche se solo in un primo momento, il quotidiano il manifesto di Lucio Magri e Rossana Rossanda
- Anche il gruppo Lotta Continua, soprattutto ad opera di Gianni Sofri[18], fratello del leader Adriano e Lisa Foa[19] simpatizzò per la Cina rivoluzionaria.
- Dario Fo si recò in Cina ed espresse simpatie per il maoismo; il teatro di Fo trovava ispirazione nel teatro popolare della Rivoluzione Culturale.

Il maoismo si inserisce in una "galassia" marxista-leninista e "sessantottina", comprendente numerosi movimenti, organizzazioni, gruppi politici extraparlamentari e numerose riviste e pubblicazioni. La rivista Vento dell'Est, il quotidiano Il Manifesto e l'associazione Italia-Cina organizzarono viaggi in Cina cui parteciparono, oltre ai già citati, Chiara Calamandrei, Mario Capanna, Filippo Coccia, Claudia Pozzana, Franco Fortini, Vittorio Rieser, Alessandro Russo, Adriano Sofri e molti altri. L'ideologia di questi gruppi si collocava a sinistra del PCI e più o meno vicino al maoismo, in ragione di una critica allo stalinismo e al revisionismo sovietico, e alla restaurazione del capitalismo.

## Il maoismo oggi

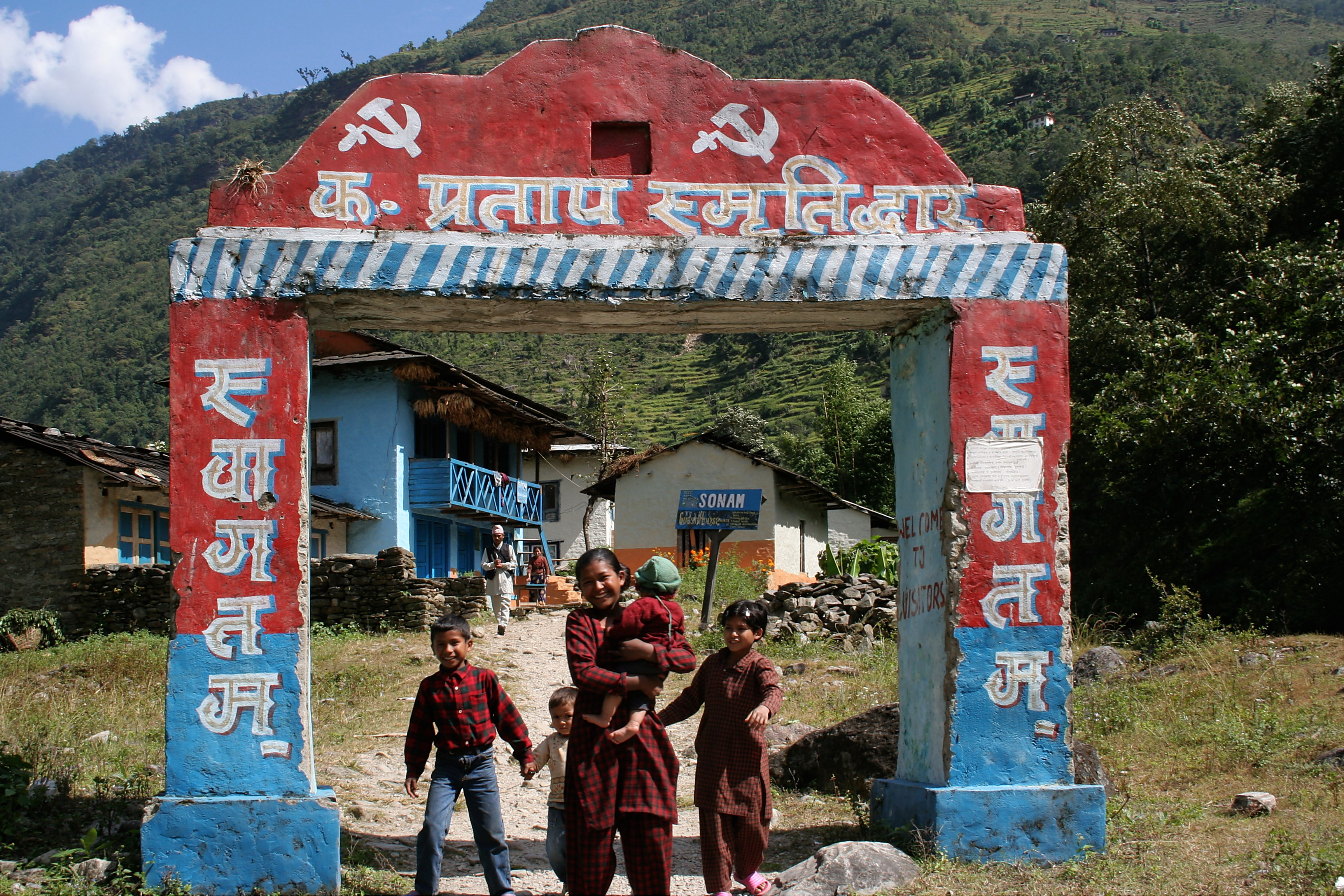
Nepal: una famiglia in una zona controllata dai maoisti

Il maoismo (sotto forma di marxismo-leninismo-maoismo) ha avuto un revival a partire dagli anni novanta in Asia meridionale, soprattutto in Nepal, in alcune aree dell'India e in Bhutan.
In Nepal il Partito Comunista Maoista Nepalese guidato dal comandante Prachanda ha condotto una guerra civile durata circa 10 anni (dal 1996 al 2006) contro il regime monarchico. I maoisti, di fatto vincitori della guerra civile contro la monarchia, sono in seguito entrati in Parlamento e hanno iniziato il disarmo. Nel 2007, d'accordo col resto delle forze politiche, hanno abolito la monarchia e proclamato la repubblica.
In India il partito maoista si è riformato nel 2004 dall'unione del Gruppo di guerra di popolo e del Centro comunista maoista originato dalla rivolta contadina del 25 maggio 1967 a Naxalbari, nel Bengala Occidentale. I Naxaliti sono attivi soprattutto negli Stati del Bihar, dell'Andhra Pradesh e del Chhattisgarh, in un'area chiamata "Corridoio rosso" dalla stampa e Compact Revolutionary Zone dai maoisti stessi. Qui i maoisti controllano diverse zone di foresta e hanno tenuto nel 2007 il loro ultimo congresso. I maoisti indiani si rifanno all'insegnamento del loro fondatore Charu Mazumdar, morto in carcere nel 1972. Il loro leader è Muppala Lakshman Rao, detto Ganapathi. Quella dei Naxaliti è stata definita dal Primo ministro indiano Manmohan Singh "la più grande minaccia interna alla sicurezza interna dell'India". L'esercito naxalita, chiamato People's Liberation Guerrilla Army, è accreditato dagli osservatori di circa nove-diecimila soldati. Contro di loro, a partire dal 2005, opera in Chhattisgarh una milizia paramilitare capeggiata da Mahendra Karma.
In Bhutan il Partito Comunista (Marxista-Leninista-Maoista) Bhutanese è nato nel 2003 ed è attivo soprattutto tra i profughi bhutanesi di origine nepalese chiamati Lotshampa.
Altre organizzazioni maoiste attuali influenti nel sud dell'Asia esistono in Bangladesh, nello Sri Lanka e nelle Filippine. In Bangladesh operano il Communist Party of Bangla Desh (Marxist-Leninist) abbreviato in BSD (ML) e il Proletarian Party of Purba Bangla abbreviato in BPSP.
Nelle Filippine, il Partito Comunista delle Filippine conduce la lotta armata attraverso il suo braccio armato, il Nuovo Esercito Popolare.
Nello Sri Lanka è attivo il Ceylon Communist Party – Maoist.
Il ritorno del maoismo in Asia meridionale è considerato una reazione dei contadini più poveri al processo di globalizzazione in atto in questi paesi, che ha spesso trasformato le aree urbane senza portare alcun miglioramento nelle condizioni di vita delle zone rurali. Anzi, in alcuni casi, la crescita delle industrie manifatturiere è avvenuta a discapito dei ceti agricoli, che hanno dovuto subire espropri forzosi e delocalizzazioni per lasciare spazio ai nuovi impianti industriali.
Al di fuori dell'Asia va menzionato il Partito Comunista Peruviano - Sendero Luminoso, attivo in Perù dal 1969 ad oggi.
In Italia, al giorno d'oggi, sono presenti le organizzazioni CARC, Proletari Comunisti e Partito Marxista-Leninista Italiano (PMLI).